# PGC 36862
LEDA/PGC 36862 ist eine Spiralgalaxie vom Hubble-Typ Sb im Sternbild Großer Bär am Nordsternhimmel, die schätzungsweise 148 Millionen Lichtjahre von der Milchstraße entfernt ist. Gemeinsam mit NGC 3894 und NGC 3895 bildet sie ein gravitativ gebundenes Galaxientrio.